# Velfjords kommun
Velfjords kommun (norska: Velfjord kommune) var en kommun i Nordland fylke i norra Norge. Kommunen omfattade den nordöstra delen av nuvarande Brønnøy kommun. Byn Hommelstø utgjorde kommunens centralort.

## Administrativ historik
Velfjords kommun upprättades den 1 oktober 1875 genom utbrytning ur Brønnøy kommun. Kommunen hade 1 162 invånare vid upprättandet.
Den 1 januari 1964 gick Velfjords kommun, tillsammans med kommunerna Brønnøysund och Sømna samt en del av Bindals kommun, åter upp i Brønnøy kommun. Kommunens hade då 1 380 invånare.
Den 1 januari 1977 återupprättades Sømna kommun kommun genom utbrytning ur Brønnøy kommun. Den tidigare kommunen Velfjords område påverkades dock inte utan förblev en del av Brønnøy kommun.